# Homapoderus fuscicornis
Homapoderus fuscicornis es una especie de coleóptero de la familia Attelabidae.

## Distribución geográfica
Habita en Camerún, Guinea, Nigeria y  Senegal.